# Macromitrium sublongicaule
Macromitrium sublongicaule är en bladmossart som beskrevs av Edwin Bunting Bartram 1945. Macromitrium sublongicaule ingår i släktet Macromitrium och familjen Orthotrichaceae. Inga underarter finns listade i Catalogue of Life.